# Super Size Me 2: Holy Chicken!
Super Size Me 2: Holy Chicken! è un film documentario statunitense del 2017 diretto da Morgan Spurlock.

## Trama
Sequel del film del 2004 Super Size Me, esplora i modi in cui l'industria del fast food si è affermata come più sana rispetto a quanto evidenziato dal suo film originale, partendo dall'intenzione di Spurlock di aprire il proprio ristorante di fast food, presentando così alcuni dei modi in cui tale rinnovamento è più percezione che realtà.

## Distribuzione
Al Toronto International Film Festival, dove è stato premiato l'8 settembre 2017, il film si è piazzato secondo per il People's Choice Award nell'ambito documentale. In seguito al suo debutto, YouTube ha annunciato di aver acquistato diritti di distribuzione al film per essere distribuiti su YouTube Red per $3,5 milioni.

## Accoglienza
Su Rotten Tomatoes, il film ha un voto di approvazione del 74%, basato su 35 recensioni, con una valutazione media di 7,2/10.